# Chalkidiki

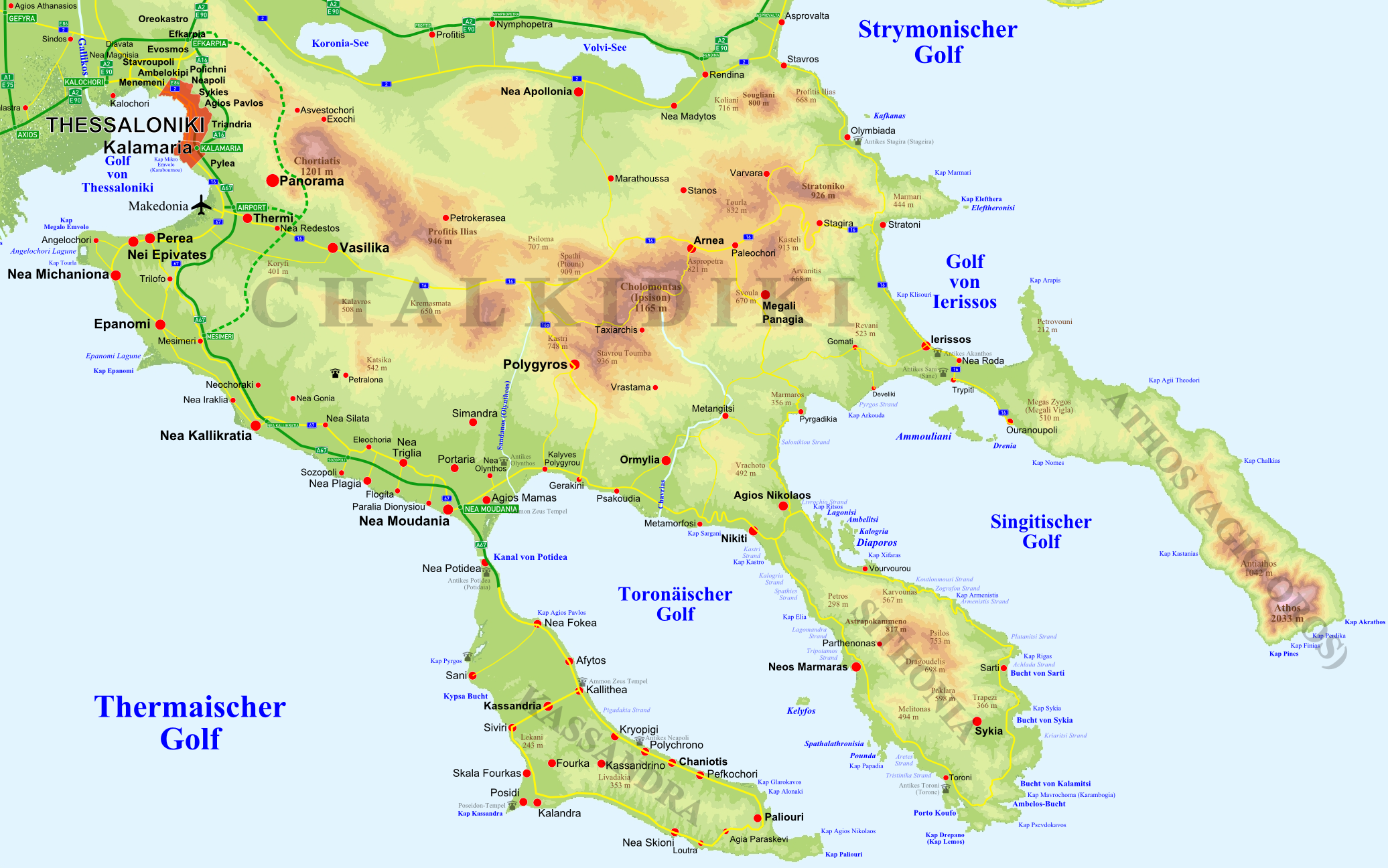
Topographische Karte der Halbinsel Chalkidiki

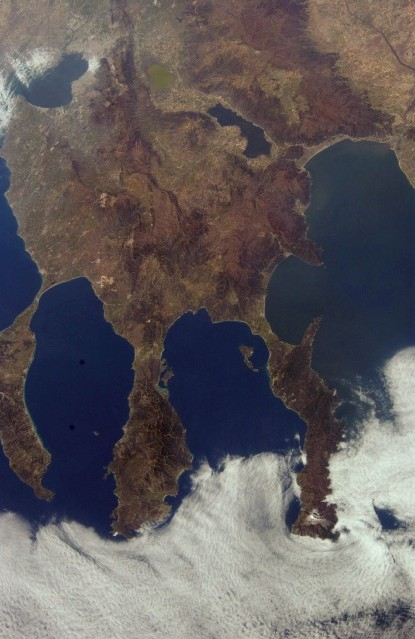
Satellitenbild der Halbinsel Chalkidiki

Die Chalkidiki, auch Halkidiki (griechisch Χαλκιδική (f. sg.) [xalkiðiˈki], altgriechisch Chalkidike, lateinisch Chalcidice; zur Namensherkunft siehe Abschnitt Antike) ist eine Halbinsel auf dem Festland von Griechenland, in der Verwaltungsregion Zentralmakedonien, in Makedonien südöstlich von Thessaloniki auf der Balkanhalbinsel in Südost-Europa. Sie umfasst eine Fläche von 2918 km². Auf der Halbinsel liegt der Regionalbezirk gleichen Namens. Die Küste der Halbinsel ist 522 km lang.

## Lage und Geographie

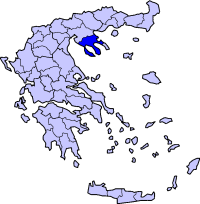
Lage der Chalkidiki

Die Chalkidiki liegt zwischen dem Thermaischen und dem Strymonischen Golf und ragt dort in drei fingerartigen Landzungen ins Ägäische Meer hinein: Kassandra (Pallene), Sithonia und Athos (Agion Oros). Zwischen diesen Landzungen befinden sich zwei große Buchten der Ägäis. Zwischen Kassandra und Sithonia erstreckt sich der Toronäische Golf (Golf von Kassandra) mit seiner Längsachse nach Nordwesten; ebenfalls in der gleichen Richtung der Singitische Golf (Golf von Agion Oros) zwischen Sithonia und Athos. An der Ostseite der Halbinsel Chalkidiki wird durch zwei kleinere Halbinseln der Golf von Ierissos vom Strymonischen Golf abgetrennt.
Aufgrund ihrer geographischen Form wird die Chalkidiki oft mit einer dreifingrigen Hand verglichen. In Griechenland bzw. im griechischen Sprachgebrauch ist die Bezeichnung „Finger“ kaum gebräuchlich: hier werden die drei Halbinseln Kassandra, Sithonia und Athos anstelle von „Fingern“ mit „Füßen“ bezeichnet, wobei Kassandra der westliche Fuß bzw. Finger, Sithonia der mittlere und Athos der östliche Finger bzw. Fuß ist. Unter Rückgriff auf die antike griechische Mythologie wird die Chalkidiki auch oft als „Poseidons Dreizack“ bezeichnet.

### Gliederung

#### Zentralland

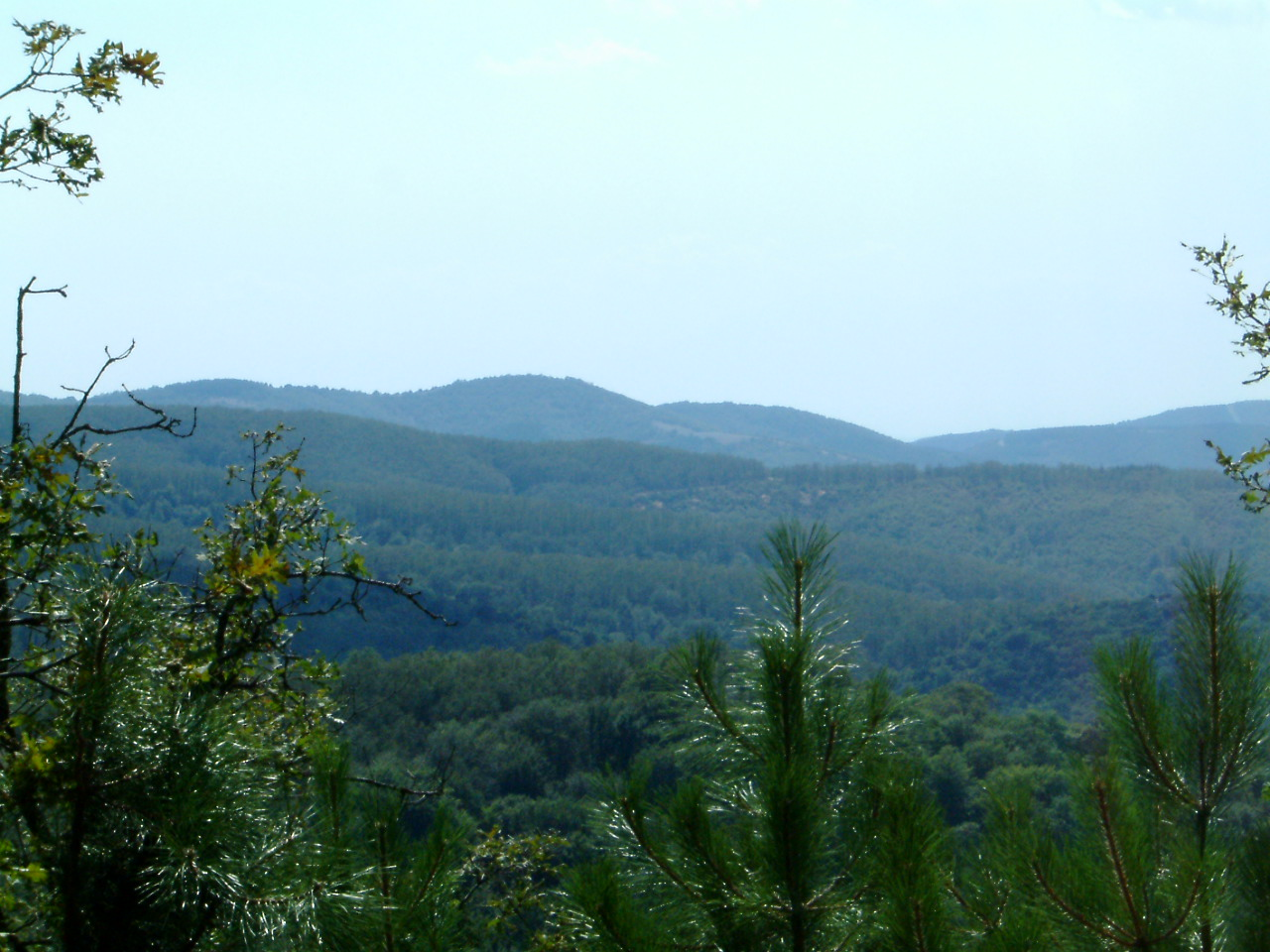
Blick über ein Bergtal im Cholomontas-Massiv

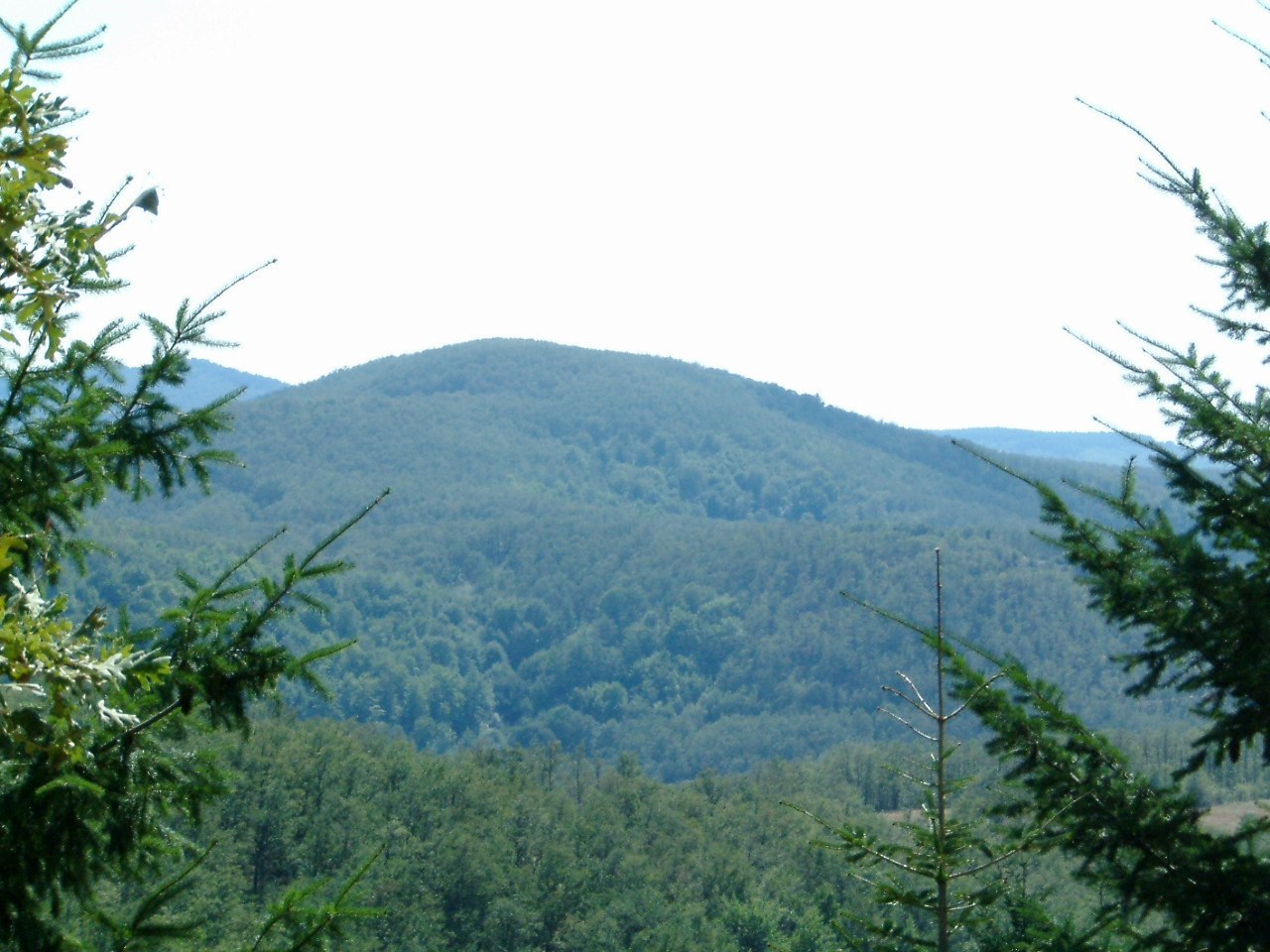
Blick auf den dichten Wald im Cholomondas-Massiv

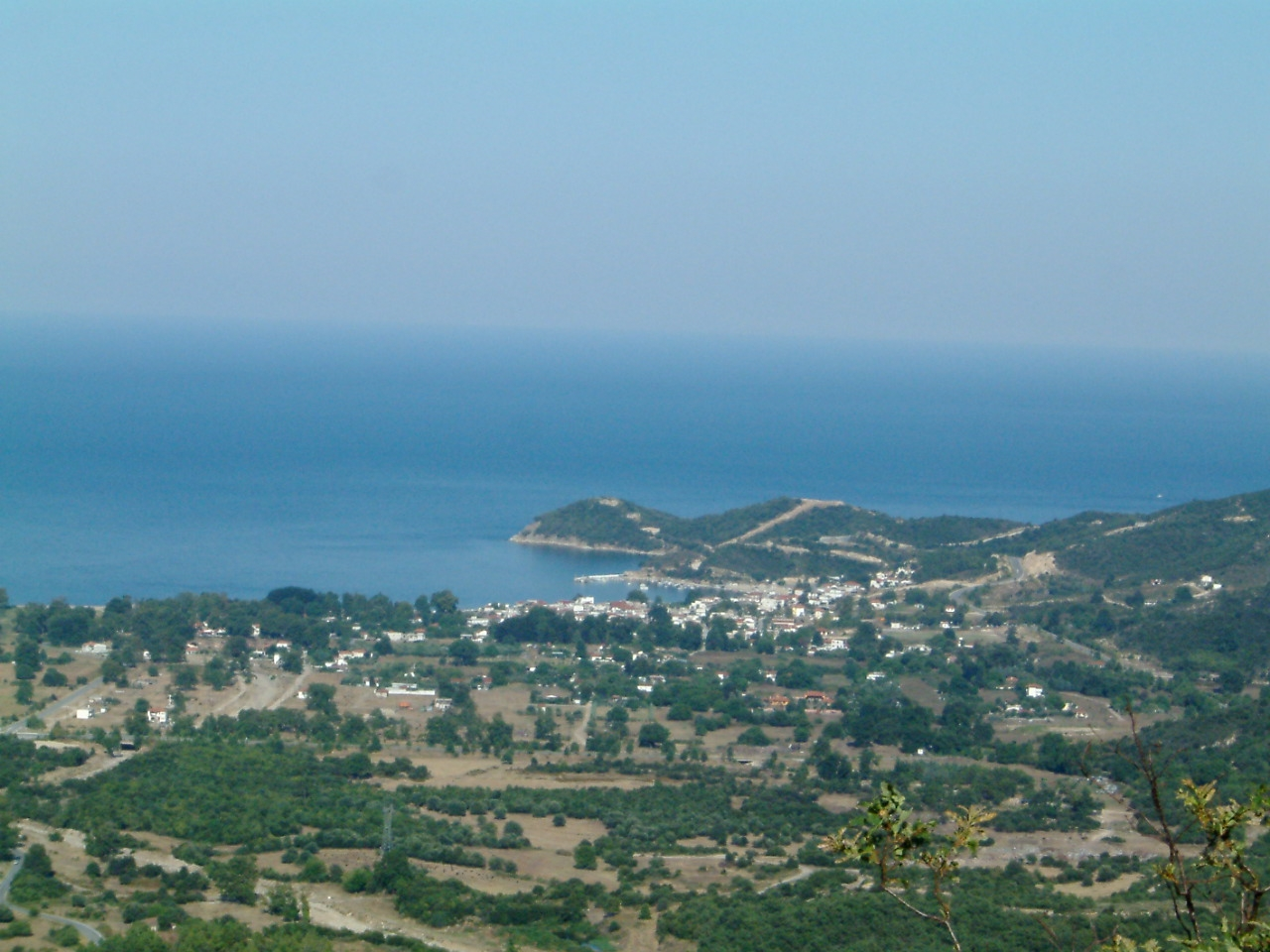
Blick auf die Nordostküste der Chalkidiki mit der Ortschaft Olymbiada und dem antiken Stageira

Im Westen ist das Land hügelig und fällt relativ flach zum thermaischen Golf ab. Diese Flächen werden landwirtschaftlich genutzt, an der Küste selbst herrscht mittlerweile der inländische und ausländische Tourismus vor. In der Mitte der Chalkidiki erhebt sich der zweithöchste Berg: Cholomondas (1.165 m Höhe, damit höchster Berg des Regionalbezirks Chalkidiki). Das Cholomondas-Massiv ist durchweg mit einem eher mitteleuropäisch anmutenden Mischwald bewachsen. Im südöstlichen Teil ist die Chalkidiki ebenfalls hügelig. Der dort ursprünglich vorhandene Wald aus Pinien und Kiefern ist teilweise Waldbränden zum Opfer gefallen, teilweise werden Ebenen zwischen den Hügeln landwirtschaftlich genutzt (Megali Panagia, Paleochori, Gomati). Im nordöstlichen Teil besteht ebenfalls durchgehend ein großes Mischwaldgebiet mit mittelgebirgsähnlichem Charakter. Es gibt wenige Flüsse, die im Sommer alle ausgetrocknet sind.

#### Kassandra
Kassandra ist im Norden recht eben und wird landwirtschaftlich intensiv genutzt; nach Süden zur Spitze der Halbinsel hin etwas hügeliger. Die Waldbestände auf Kassandra wurden durch Waldbrände dezimiert, zuletzt erheblich 2006. Die Landwirtschaft und in Küstennähe der Tourismus bestimmen das Bild der Landschaft. Die höchste Erhebung auf Kassandra ist etwa 400 m hoch. Die Küste besteht überwiegend aus weitläufigen Sandstränden. Auch existieren felsige Küstenabschnitte, allerdings fallen die Klippen infolge der hügeligen Landschaftsstruktur eher weich in das Meer ab. Der antike Name der Halbinsel war Pallene oder auch Phlegra.

#### Sithonia

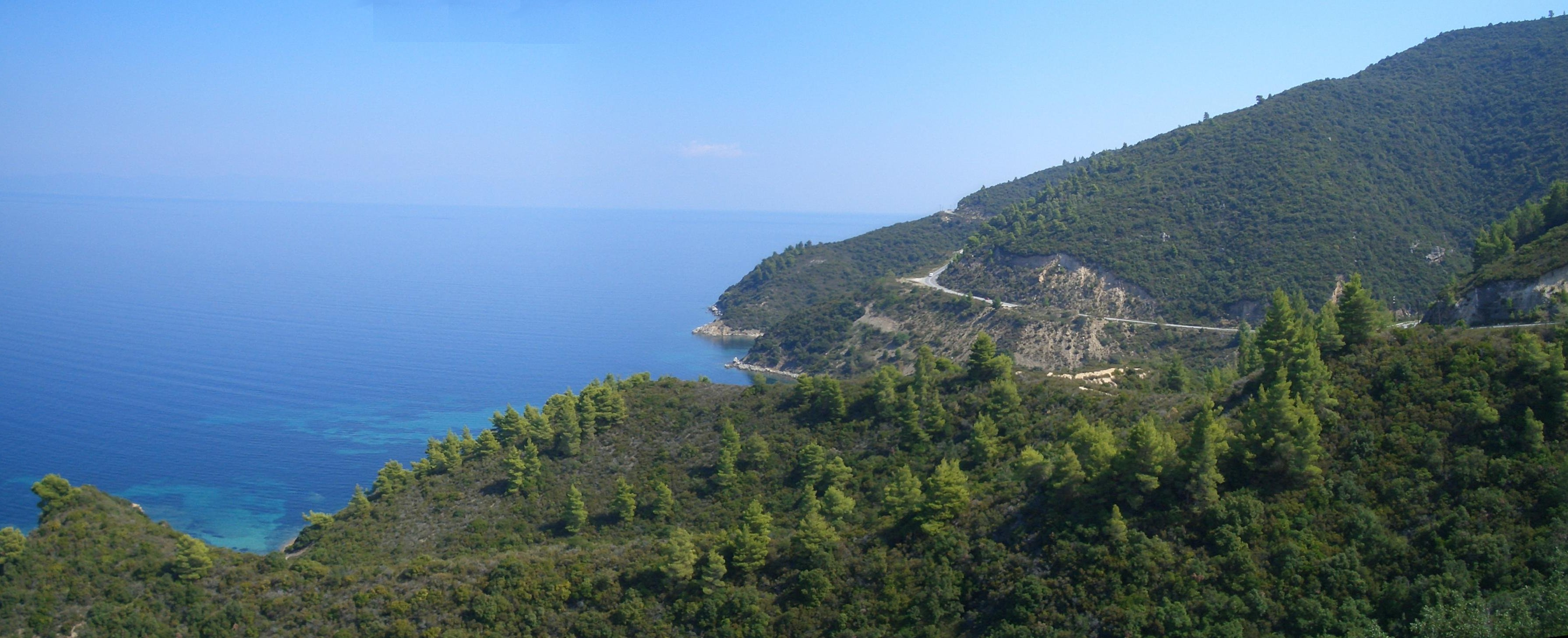
Küstenlinie bei Vourvourou, Sithonia

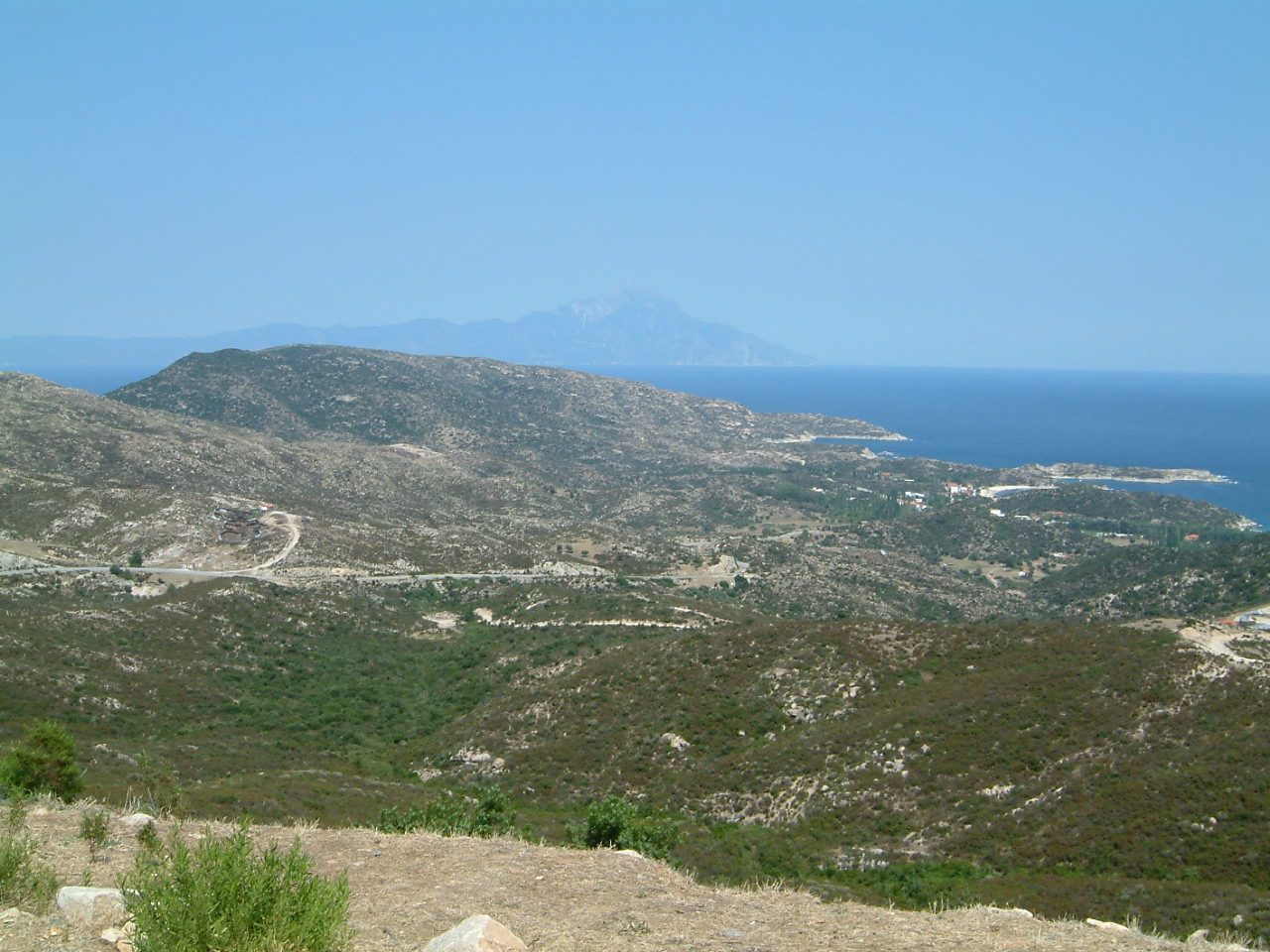
Blick auf die Region Kriaritsi südlich von Sykia im Südosten von Sithonia.

Sithonia ist im Vergleich zu Kassandra deutlich gebirgiger. Die Halbinsel wird von Nord nach Süd in der Mitte vom Gebirgszug Itamos-Gebirge durchzogen. Der höchste Gipfel ist der Itamos (817 m). Der gesamte Gebirgszug ist bewaldet (Nadelwald), allerdings hat die Südspitze von Sithonia (ab Höhe Sarti/Sykia) den Wald durch Waldbrände verloren. Sithonias Küste ist vorwiegend eine Steilküste, welche aber an vielen Stellen Buchten aufweist; diese sind mitunter sehr abgeschieden und schwer zu erreichen. In größeren Tälern zum Meer hin befinden sich oftmals Ortschaften, darunter Sykia, Sarti und Toroni. An der Südwestspitze befindet sich mit Porto Koufo, „dem tauben Hafen“, ein großer Naturhafen.

#### Athos

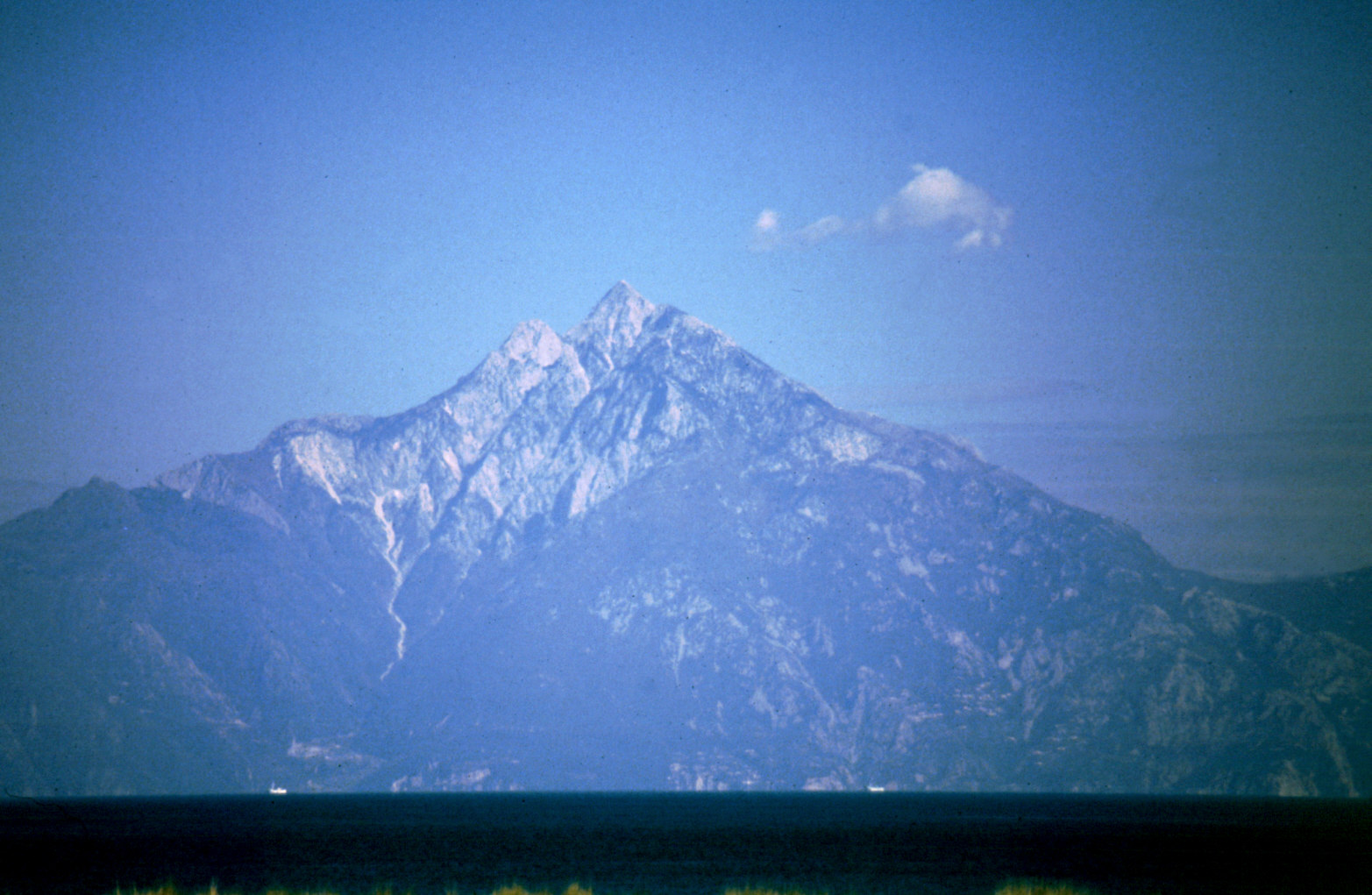
Berg Athos, von Sithonia gesehen

Athos ist im Norden eher mittelgebirgig-bewaldet. An der Südspitze erhebt sich die höchste Erhebung der Chalkidiki: Berg Athos (2033 m ü. NN). Aufgrund seines besonderen Status als autonome Mönchsrepublik ist Athos relativ unberührt. Allerdings haben auch hier Waldbrände größere Naturflächen vernichtet. In der Antike wurde die Halbinsel auch Akte genannt.

#### Inseln
Auf dem Gebiet der Chalkidiki existieren mehrere Inseln. Nur eine weist eine Ortschaft auf und ist gesichert ständig bewohnt: Amouliani. Sie ist zugleich die größte der Inseln der Chalkidiki. Auf den Inseln in der Lagune von Vourvourou, vor allem auf der Insel Diaporos, existieren mittlerweile einige Häuser, von denen einige auch ganzjährig bewohnt sind. Die vor Neos Marmaras gelegene Insel Kelyfos, die südöstlich vor Ammouliani gelegene Insel Drenia, die an der Ostküste gelegenen Inseln Eleftheronisi und Kafkanas (Ostküste) sowie das südlich von Neos Marmaras gelegene Spalathronissa sind nicht ständig bewohnt.

#### Gewässer
Das Wasser an den Küsten ist qualitativ gut (blaue Flagge der EU). Auf der Chalkidiki existieren einige Flüsse, welche im Sommer aber fast immer ausgetrocknet sind. Bei Olynthos/Agios Mamas mündet der Sandanos (Vathounia) und bei Ormylia der Chavrias, welcher auch der längste Fluss der Chalkidiki ist, ins Meer. Am Nordrand der Halbinsel befinden sich der Volvi-See und der Koronia-See. Außer diesen miteinander verbundenen Seen gibt es nur noch den kleinen Salzsee Aliki auf der Insel Amouliani.

### Klima
Das Klima der Chalkidiki gliedert sich in drei Vegetationsperioden: Regenzeit, Blüte- und Reifezeit und Trockenzeit.
Während das Klima an den Küsten typisch mediterran geprägt ist, machen sich im Zentrum der Halbinsel eher kontinentale Einflüsse bemerkbar (die Halbinsel hat eine Ausdehnung von 101 km). Die winterliche Regenperiode (November bis Februar) ist sehr regenreich und empfindlich kühl. Gelegentlich fällt sogar Schnee, der in den Bergen bis März/April liegen bleiben kann. Die Temperaturen reichen von 13 bis 15 °C am Tag bis um den Gefrierpunkt in der Nacht.
Die Blüte- und Reifezeit beginnt im März. Dann werden selbst die Sandstrände mit einem Blütenteppich und kleinen Gewächsen überzogen. Die Temperaturen sind dem mitteleuropäischen Frühling ähnlich (10–22 °C).
Erst zur Sommerperiode, die im Juni beginnt, werden die Campingplätze geöffnet. Die Temperaturen betragen mittags nicht selten über 30 °C, und es besteht erhöhte Waldbrandgefahr. Diese Periode dauert bis hinein in den Oktober. Öfter als in anderen Regionen Griechenlands kommt es, bedingt durch die hohen Gebirgszüge und die Anbindung ans Festland, zu Schauern und Gewittern. Die Wassertemperaturen betragen je nach Küstenform 22–27 °C.
|                       | Jan | Feb | Mär | Apr | Mai | Jun | Jul | Aug | Sep | Okt | Nov | Dez |   |      |
| Mittl. Tagesmax. (°C) | 10  | 11  | 13  | 16  | 21  | 25  | 28  | 28  | 24  | 19  | 16  | 11  | ⌀ | 18,5 |
| Mittl. Tagesmin. (°C) | 6   | 8   | 9   | 12  | 16  | 20  | 23  | 24  | 20  | 16  | 13  | 8   | ⌀ | 14,6 |
|                       |     |     |     |     |     |     |     |     |     |     |     |     |   |      |
| Niederschlag (mm)     | 36  | 32  | 43  | 34  | 34  | 34  | 25  | 22  | 42  | 38  | 44  | 44  | Σ | 428  |
|                       |     |     |     |     |     |     |     |     |     |     |     |     |   |      |
| Regentage (d)         | 9   | 9   | 8   | 5   | 5   | 2   | 1   | 1   | 4   | 6   | 9   | 12  | Σ | 71   |

| 6 |

| 8 |

| 9 |

| 12 |

| 16 |

| 20 |

| 23 |

| 24 |

| 20 |

| 16 |

| 13 |

| 8 |

| 6 |

| 8 |

| 9 |

| 12 |

| 16 |

| 20 |

| 23 |

| 24 |

| 20 |

| 16 |

| 13 |

| 8 |

### Flora und Fauna
Aufgrund des Wasserreichtums der Halbinsel gibt es hier eine große Pflanzenvielfalt, die sich in drei Vegetationstypen gliedern lässt: Wälder, Macchia und einige Kulturpflanzen.
Aus der Rinde der Aleppo-Kiefer, mit der Pinie verwandt, wird Harz geerntet, das dem Retsina seinen Geschmack verleiht. Die Esskastanie ist vor allem in den höher gelegenen Gebieten zu finden. Gebrannte Maroni sind ein für die Gegend typisches Gericht. Auch Eukalyptusbäume, die ein erhebliches Waldbrandrisiko bergen, treten ebenso wie die für alle Mittelmeerregionen typischen Platanen und Zypressen auf.

#### Macchiabewuchs
Die Macchie, ein immergrünes Gebüschareal, besteht auf der Chalkidiki vor allem aus der Kermeseiche, der Steineiche, dem Erdbeerbaum und dem Ginster. Weit verbreitet ist auch die Zistrose. Sie wächst auf dem harten Gestein und verströmt einen harzigen Geruch.

#### Kulturpflanzen
Auf flachen Hügeln und sonnenreichen Tälern wird die Baumwollpflanze angebaut und Mitte September geerntet. Auch die Kulturpflanzen Feige und Granatapfel sind zu finden. Tabak wird auf der Chalkidiki auf großen Feldern gepflanzt und weiterverarbeitet. Daran sind inzwischen viele albanische Gastarbeiter beteiligt. Die wichtigste Kulturpflanze ist allerdings der für Griechenland typische Olivenbaum. Geerntet werden die Oliven vom Oktober bis Dezember und dann meist zu Öl verarbeitet und exportiert.

## Geschichte
Die Chalkidiki ist bereits seit früher Zeit besiedelt.

### Frühzeit

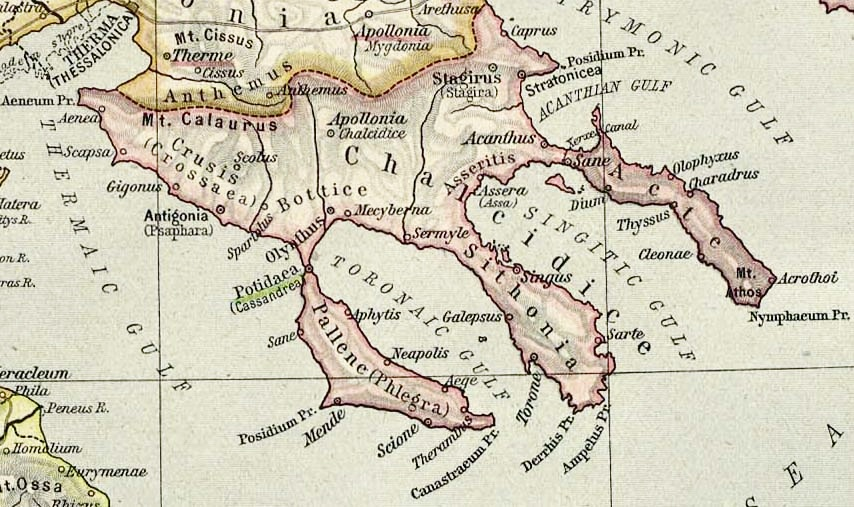
Einflusszonen auf der Chalkidiki vor der makedonischen Eroberung: Chalkidischer Bund (rot), Makedonen (gelbbraun), dorisches Potidaia (grün)

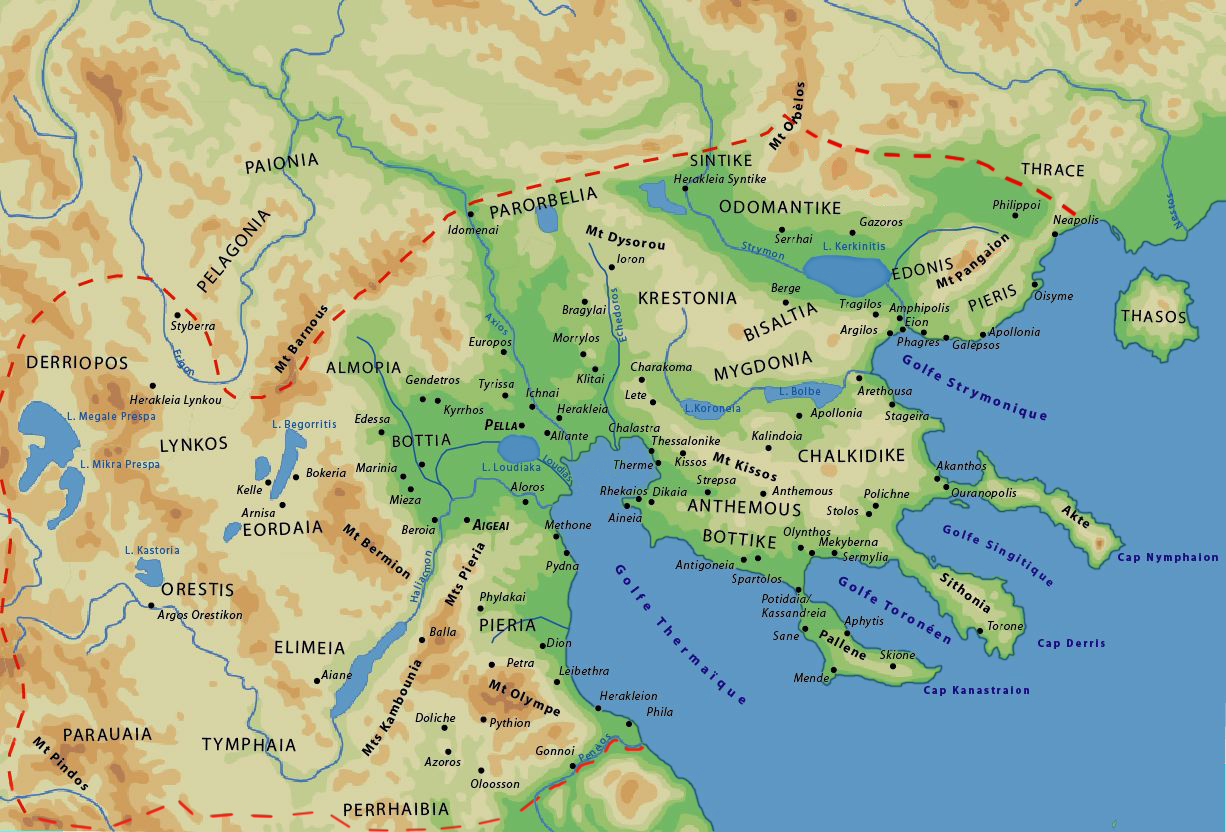
Karte des Makedonischen Königreiches einschließlich der Chalkidiki zur Zeit Philipp II.

In der Tropfsteinhöhle von Petralona wurden 200.000 Jahre alte menschliche Überreste des Homo heidelbergensis gefunden. In derselben Höhle wurden auch Aschereste eines Feuers vorgefunden, welches ca. 1 Million Jahre alt ist. Ob dieses Feuer allerdings durch Menschenhand entstand oder zufällig, ist unklar.
Überreste vorantiker Siedlungen, welche von Thrakern bewohnt waren, finden sich unter anderem in Olynthos, Galatista, Vassilika, Sani, Afytos und Toroni. Die frühesten zu datierenden Funde stammen aus dem 4. Jahrtausend vor Christus. Auch Pfahlbauten aus der frühen Bronzezeit sind zu finden.

### Antike

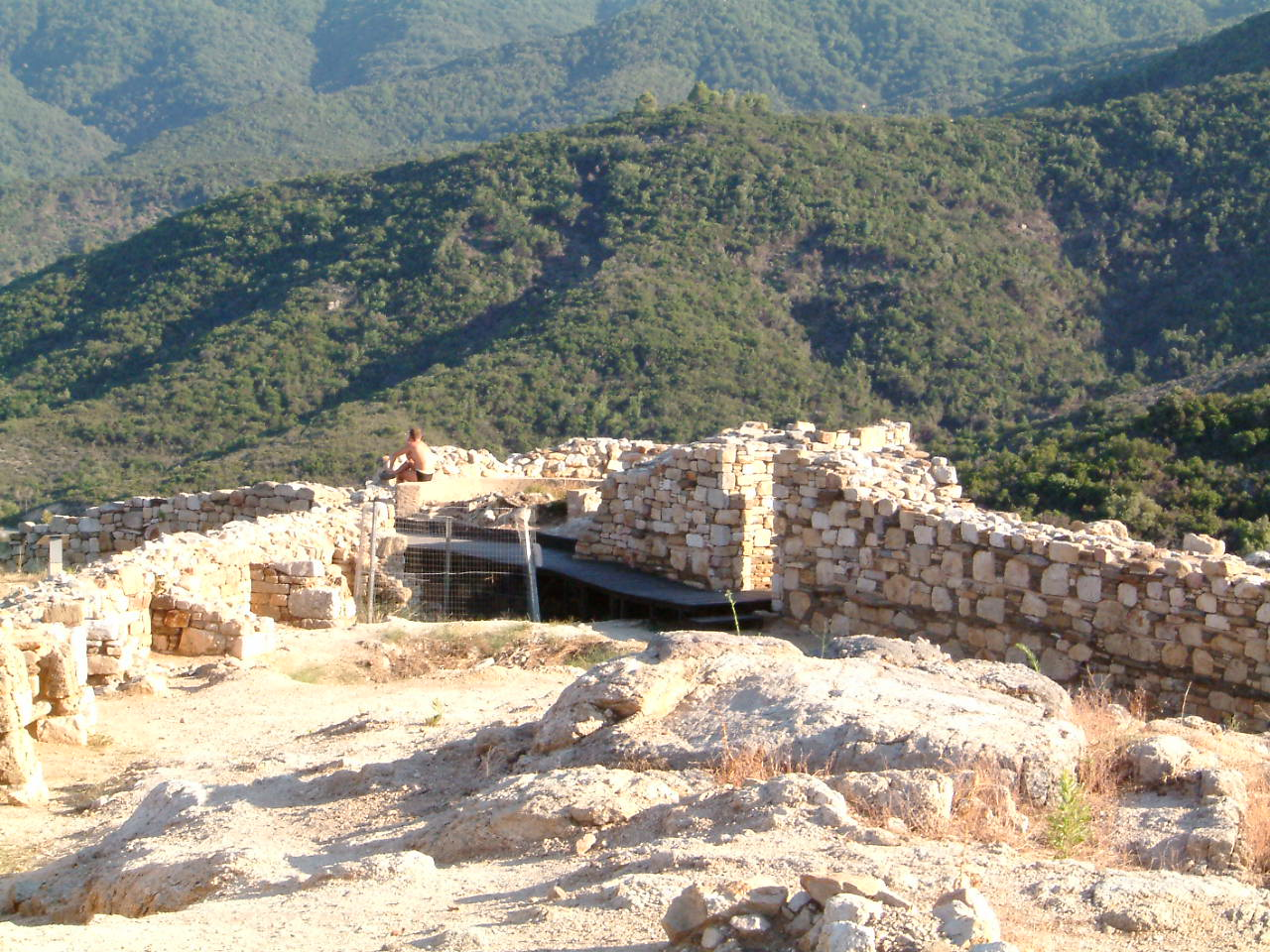
Antikes Stagira, Festungsmauer

Der Name Chalkidiki kommt von den zahlreichen Städten, die von Bewohnern der griechischen Inselwelt, insbesondere von Euböa und Andros, seit dem 8. Jahrhundert v. Chr. unter Führung der Stadt Chalkis angelegt worden sind. Neben den Menschen aus Euboä siedelten auch Bottiäer zwischen Olynthos und dem heutigen Nea Kallikrateia (Westküste). Im 5. Jahrhundert vor Christus wies die Chalkidiki bereits mehrere Städte und Ortschaften auf: Dikaia, Aineia, Smila (in der Crusis), Skapsa, Gigonos, Aisa, Vrea, Lipaxos, Potidaia, Sane (Sani) auf Kassandra, Mende (Griechenland), Skione, Therambos, Afytis (Afytos), Mekyberna (Mekyverna), Sermyle (Ormylia), Galepsos (Gale), Torone, Sarte (Sarti), Singos, Pyloros, Assa, Sane auf Athos, Thyssos, Kleonai auf der Chalkidiki, Akrothooi, Dion, Akanthos, Stagira, Arethoussa, Arnae und Anthemous (Anthemoundas).
Die bedeutendsten Städte waren Olynthos und Potidaia, die einzige dorische Kolonie auf der Halbinsel. Nach den Perserkriegen in der Mitte des fünften Jahrhunderts vor Christus schloss sich die ganze Landschaft dem Attischen Seebund an. 432 v. Chr. entwickelte sich ein Konflikt zwischen Athen und Korinth, beziehungsweise Sparta um die Autonomie der Stadt Potidaia, welcher als Mitauslöser des Peloponnesischen Krieges angesehen wird. Potidaia trat 431 v. Chr. aus dem attischen Seebund aus und wurde nachfolgend im Rahmen des Peloponnesischen Krieges von Athen belagert und anschließend eingenommen.
Der Chalkidische Bund existierte an der Nordwestküste der Ägäis seit ca. 430 v. Chr. Mit der Niederlage Athens im Peloponnesischen Krieg 404 v. Chr. löste sich auch der attische Seebund auf.
Später eroberte Philipp II. von Makedonien die Kolonien der griechischen Stadtstaaten auf der Halbinsel im Zweiten Olynthischen Krieg, und Chalkidiki wurde nach Zerschlagung des Chalkidischen Bundes 348 v. Chr. endgültig Teil des Makedonischen Königreichs.
Im Rahmen der römischen Eroberung von Griechenland bzw. von Makedonien 146 v. Chr. kam die Chalkidiki unter die Herrschaft des römischen Imperiums. Mit der Reichsteilung in West- und Ostrom fiel die Chalkidiki an Ostrom, dem späteren byzantinischen Reich.

### Neuzeit
1821 beteiligte sich die Chalkidiki an den Kämpfen im Rahmen des Griechischen Unabhängigkeitskrieges, konnte aber nicht die Herrschaft des Osmanischen Reiches abschütteln. Dies gelang erst im Rahmen des
2. Balkankrieges 1913. Sie wurde anschließend Bestandteil des griechischen Staates.
Von 1941 bis 1944 war die Chalkidiki unter deutscher Besatzung während des Zweiten Weltkrieges.
Auf einem EU-Gipfeltreffen, das 2003 in der Hotelanlage Porto Carras stattfand, wurde der erste Entwurf einer europäischen Verfassung vorgestellt.

## Wirtschaft

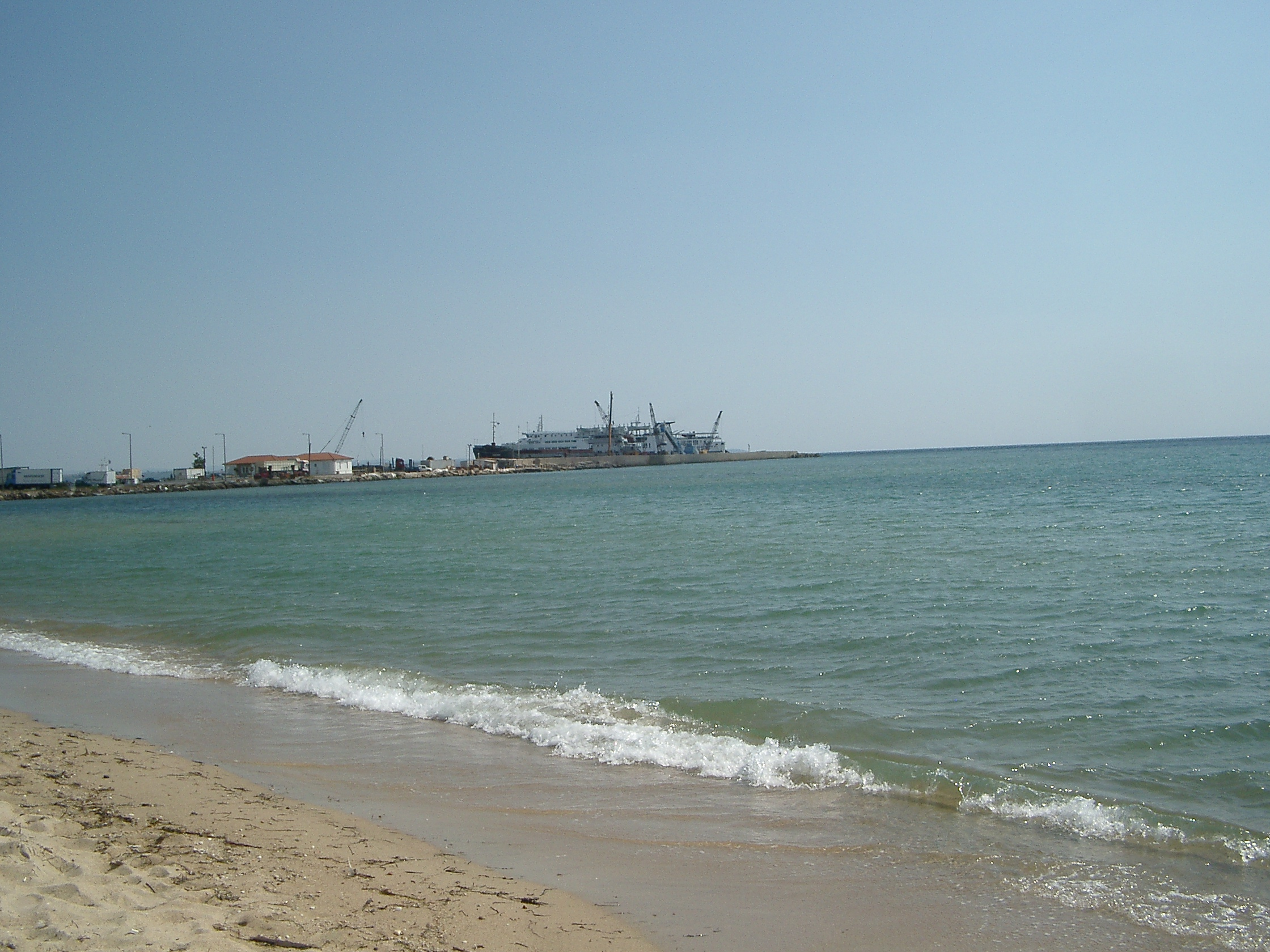
Blick auf den Hafen von Nea Moudania am Thermaischen Golf

### Bodenschätze
Bedeutend für die griechische Wirtschaft sind die Erzvorkommen der Chalkidiki (Kupfer, Chrom, Mangan, Silber, Gold, Pyrit, Markasit und Magnesit). Letzteres ist dabei das wichtigste. Es wird in der Nähe von Gerakini und Vavdos im Tagebau abgebaut und großteils exportiert.
Es gibt große ungenutzte Erdgasvorkommen.

### Landwirtschaft
Bekannt ist die Chalkidiki auch für das aus dem Süden und Westen stammende Olivenöl, sowie Baumwolle und Honig in vielen Varianten (beispielsweise mit eingelegten Walnüssen oder Honigwaben). Auch bekannte Weine, wie der Agioritiko, sind beliebte Exportgüter.

### Tourismus

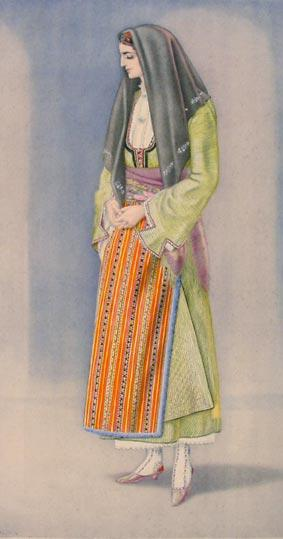
Frauentracht aus Chalkidiki, gemalt von Nicolas Sperling 1930

Ein großes wirtschaftliches Potential bildet die Tourismusbranche, besonders um Kassandra und Sithonia.

## Struktur, Bewohner, Orte

### Heutige Verwaltungsstruktur
Die Chalkidiki ist heute einer der Regionalbezirke in Griechenland. Die Hauptstadt ist Polygyros (etwa 5.000 Einwohner). Polygyros liegt in der Mitte der Chalkidiki inmitten einer Hochebene. Der Regionalbezirk Chalkidiki erstreckt sich in den Norden bis an die Seen Volvi und Keronia, im Westen, Süden und Osten bildet das Meer die Grenze. Nicht zum Regionalbezirk zugehörig ist Athos, wohingegen die Halbinseln Kassandra und Sithonia zum Regionalbezirk Chalkidiki gehören.

### Bewohner
Auf der Chalkidiki leben überwiegend Griechen. Ein Teil der griechischen Bewohner ist lange ansässig, ein anderer Teil im Rahmen der sogenannten „kleinasiatischen Katastrophe“ als Folge des Griechisch-Türkischen Krieges von 1922 und dem diesen nachfolgenden Bevölkerungsaustausch aus den ehemaligen griechischen Siedlungsgebieten Kleinasiens zugezogen. Die von diesen Zuwanderern und zugleich Vertriebenen gegründeten Ortschaften erkennt man zumeist am Namensbestandteil Nea oder Neos, was neu bedeutet, zum Beispiel die Ortschaft Neos Marmaras, auf Deutsch Neu-Marmaras.
Im Zuge der Erschließung haben sich auch viele Menschen aus Nordgriechenland, insbesondere aus Thessaloniki, zumindest als Wochenendausflügler, eine (zweite) Bleibe geschaffen. Auch Nord- und Mitteleuropäer gehören mittlerweile zu den ständigen Bewohnern der Chalkidiki.
| Jahr          | 1991   | 1993   | 1995   | 1997   | 1999   | 2001   | 2003   | 2005    |
| ------------- | ------ | ------ | ------ | ------ | ------ | ------ | ------ | ------- |
| Einwohnerzahl | 86.141 | 90.036 | 92.904 | 95.489 | 97.543 | 98.801 | 99.943 | 104.894 |

Angaben des „Griechischen Amtes für Statistik“, die Bevölkerungsdichte beträgt 35,9 Einwohner pro Quadratkilometer.

#### Orte und Städte
Die Städte und Orte auf der Chalkidiki sind gegenwärtig (Sortierung nach geographischer Lage):
| heutiger Ort               | heutige Gemeinde | antiker Ort           | Lage                                            | Einwohner | Funktion                                    |
| -------------------------- | ---------------- | --------------------- | ----------------------------------------------- | --------- | ------------------------------------------- |
| Kassandra (1. Finger)      |                  |                       |                                                 |           |                                             |
| Kallithea                  | Kassandra        | Neapolis              | Ostküste Mitte, direkt am Meer                  | 779       | Hauptort des Tourismus auf Kassandra        |
| Afytos                     | Kassandra        | Afytos                | Kassandra, Ostküste, Norden                     | 1.231     |                                             |
| Chaniotis                  | Pallini          |                       | Ostküste                                        |           |                                             |
| Kalandra                   | Kassandra        |                       | Westküste                                       |           |                                             |
| Nea Fokea                  | Kassandra        | Phokaia               | Kassandra, Ostküste, Norden                     | 1.721     |                                             |
| Nea Potidea                | Moudania         | Potidaia              | Kassandra, Norden, Landenge                     | 1.588     | Kanal von Potidea, Fischereihafen           |
| Pefkochori                 | Pallini          | Kapsochora            | Süden, Landesinnere                             |           |                                             |
| Paliouri                   | Pallini          | Therambos             | Süden, Landesinnere                             | 826       |                                             |
| Kassandria                 | Kassandra        | Kassandreia           | Nordteil, Landesinnere                          | 2.801     |                                             |
| Nea Skioni                 | Pallini          |                       | Westküste                                       |           |                                             |
| Sithonia (2. Finger)       |                  |                       |                                                 |           |                                             |
| Nikiti                     | Sithonia         | Galepsos (?), Sermyle | Westküste, Norden, direkt am Meer               | 2.769     |                                             |
| Agios Nikolaos             | Sithonia         | Singos                | Ostküste, Norden, 1,5 km vom Meer               | 1.925     |                                             |
| Neos Marmaras              | Sithonia         | Galepsos (Gale)       | Westküste, Mitte, direkt am Meer                | 2.854     |                                             |
| Sarti                      | Toroni           | Sarte (?)             | Ostküste                                        |           |                                             |
| Sykia                      | Toroni           | Sarte (?)             | Ostküste, Süden, 3 km vom Meer                  | 2.353     |                                             |
| Toroni                     | Toroni           | Toroni, Torone        | Westküste, direkt am Meer                       | 233       |                                             |
| Athos (3. Finger)          |                  |                       |                                                 |           |                                             |
| Ouranoupoli                | Stagira-Akanthos | Sane (Sani)           | Westküste, Norden von Athos (Grenze)            | 960       |                                             |
| Trypiti                    | Stagira-Akanthos |                       | Westküste, Norden von Ouranoupoli               |           |                                             |
| Zentralland (Handteller)   |                  |                       |                                                 |           |                                             |
| Nea Moudania               | Moudania         |                       | Westküste, Norden von Kassandra, direkt am Meer | 6.475     | wichtigster Fischerei- und Fährhafen        |
| Nea Kallikrateia           | Kallikratia      |                       | Westküste, direkt am Meer                       | 6.204     |                                             |
| Nea Plagia                 | Moudania         |                       | Westküste, direkt am Meer                       | 1.249     |                                             |
| Ormylia                    | Ormylia          | Sermyle               | Nordküste Toronäischer Golf                     | 3.272     |                                             |
| Olynthos                   | Polygyros        | Olynth, Mekyberna     | Nordküste Toronäischer Golf                     | 1.131     |                                             |
| Arnea                      | Arnea            |                       | Nordrand Cholomondas-Massiv, Landesinnere       | 2.253     |                                             |
| Polygyros                  | Polygyros        |                       | Westrand Cholomondas-Massiv, Landesinnere       | 5.040     | Hauptstadt des Regionalbezirks, Krankenhaus |
| Megali Panagia (Revenikia) | Panagia          |                       | Landesinnere                                    | 2.727     |                                             |
| Ierissos                   | Stagira-Akanthos | Akanthos              | Ostküste, Süden                                 | 3.046     | wichtigster Hafen im Osten                  |
| Galatista                  | Anthemoundas     |                       | Westen, Landesinnere                            | 2.662     |                                             |
| Paleochori                 | Arnea            |                       | Zentrum, Landesinnere                           | 1.507     |                                             |
| Taxiarchis                 | Polygyros        |                       | Zentrum, Cholomontas                            | 1.070     |                                             |
| Varvara                    | Arnea            |                       | Zentralland, Ost                                |           |                                             |

## Verkehr

### Auto
Die Chalkidiki ist insbesondere für den Straßenverkehr recht gut erschlossen. Zwei Hauptrouten führen von Thessaloniki zur Chalkidiki. Die erste Route verläuft durch Landesinnere über Polygyros, Arnea, Ierissos nach Ouranoupoli (Ethniki Odos 16).
Die zweite Route verläuft entlang des Meeres (Westküste) über Nea Kallikrateia nach Nea Moudania (Nationalstraße 67, GR-EO67). Diese Route ist die Hauptroute von Thessaloniki zur Chalkidiki und dementsprechend zur Ferienzeit oder an Wochenenden im Sommer entsprechend stark frequentiert. Die Straße von Thessaloniki nach Nea Moudania ist bis Nea Kallikrateia mittlerweile autobahnähnlich ausgebaut (GR-EO67). Sie ist mautfrei, ein weiterer Ausbau über Nea Moudania bis nach Nea Potidea auf Kassandra ist zurzeit im Gange.
Von Nea Moudania aus führt eine Straße nach Kassandra, welche mit einer Ringstraße erschlossen ist, und eine andere Straße führt entlang der Nordküste des Toronäischen Golfs nach Nikiti/Agios Nikolaos auf Sithonia.
Die Ringstraße Kassandras beginnt und endet in Kallithea. Sie führt entlang der Küsten von Kassandra, erreicht aber nicht die Südspitze von Kassandra.
Sithonia selbst ist ebenfalls mit einer 111 km langen Ringstraße erschlossen. Sie beginnt zwischen Nikiti und Agios Nikolaos und führt entlang der Küste um die Halbinsel herum.
Von Agios Nikolaos führt eine Straße entlang der Nordküste des Singitischen Golfs nach Ierissos oder ins Landesinnere nach Arnea bzw. Megali Panagia. Alle wichtigen Straßen sind asphaltiert und insgesamt gut befahrbar. Mit Schlaglöchern und Steinschlag ist aber weiter zu rechnen.

### Bus
Es besteht ein reger Busverkehr, da dieser das Rückgrat des öffentlichen Personenverkehrs auf der Chalkidiki und in Griechenland ist (KTEL).
Zentrale Knotenpunkte für die Busverbindungen auf der Chalkidiki sind Nea Moudania und Polygyros. Alle Ortschaften der Chalkidiki werden mehrmals täglich saisonabhängig angefahren. Im Sommer existieren deutlich mehr Verbindungen als im Winter. Von den meisten Ortschaften besteht auch eine Busverbindung nach Thessaloniki.

### Eisenbahn
Die Chalkidiki hat keine Eisenbahn. Einzige Verbindungsmöglichkeit ist der Bahnhof von Thessaloniki. Von dort aus muss die Weiterreise auf die Chalkidiki mit Auto, Bus oder Taxi erfolgen.

### Flugverkehr
Die Chalkidiki besitzt keine öffentlichen Flugplätze bzw. internationale Verkehrsflughäfen. Als internationaler Verkehrsflughafen fungiert der Flughafen Thessaloniki. An diesen ist die Chalkidiki über die autobahnähnliche Verbindung Thessaloniki-Nea Moudania direkt angeschlossen. Zusätzlich wird noch der kleine Flughafen Kavala von einigen Reiseveranstaltern für den Charter-Flugverkehr von und zur Chalkidiki genutzt.

## Besonderheiten
Athos (Agion Oros) ist ein Bestandteil des Staates Griechenland mit Privilegien und wird ausschließlich von orthodoxen Mönchen (allesamt Männer) bewohnt. Das Betreten von Athos ist Männern nur mit einem vorher beantragten Visum gestattet, Frauen ist es seit mehr als 900 Jahren verboten (Adiabaton-Dekret des byzantinischen Kaisers). Auch dürfen Boote bzw. Schiffe, die weibliche Passagiere befördern, sich der Küste nur auf mehrere Kilometer Abstand nähern. Während des griechischen Bürgerkriegs fanden Frauen aber vorübergehend auf dem Berg Asyl.

## Sehenswürdigkeiten

Bodenmosaik, Antikes Olynthos

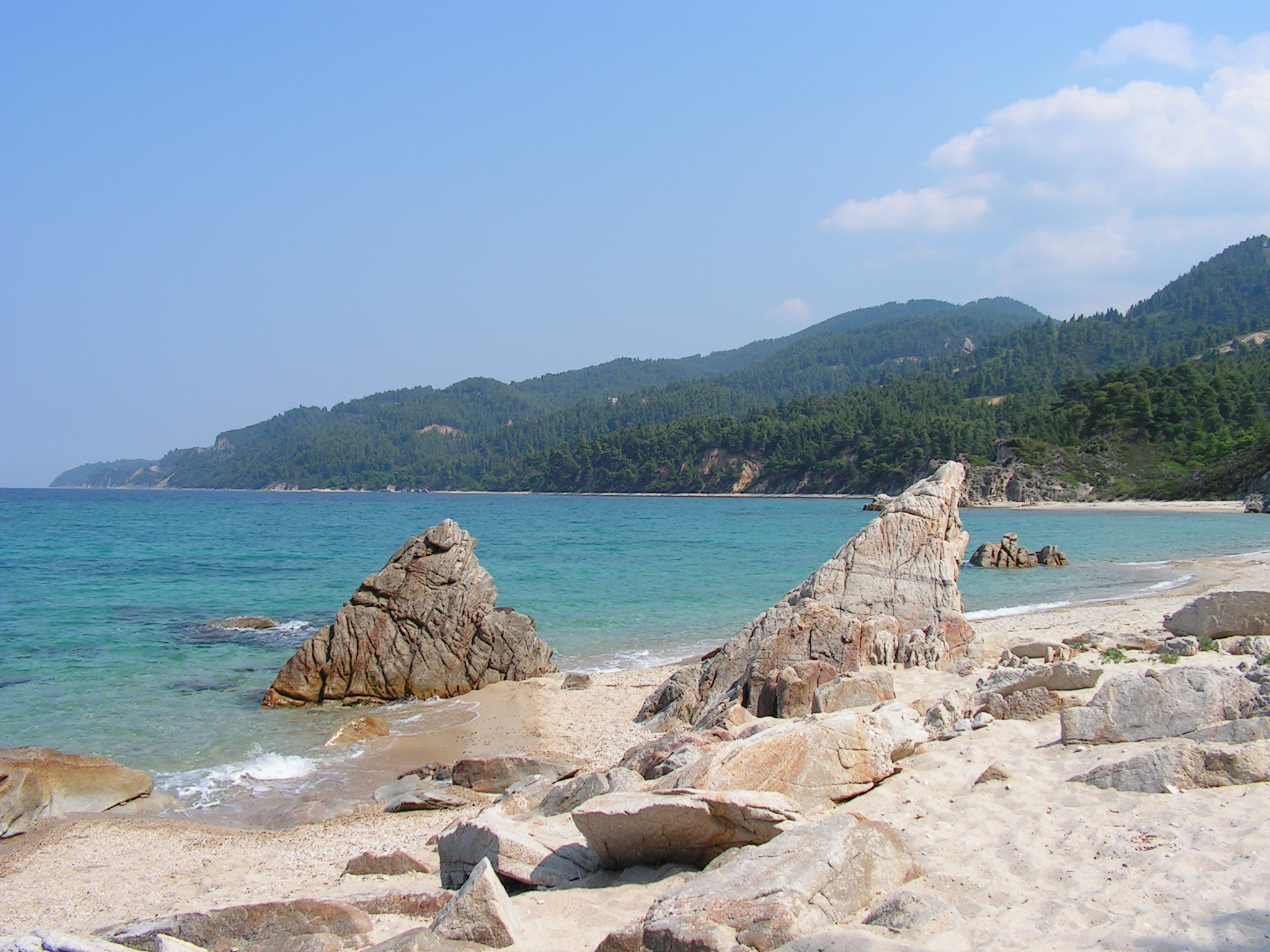
Strand in Vourvourou, Sithonia

- Höhle von Petralona – Fundstätte prähistorischer Menschen
- Kanal von Potidea – kleine Ausgabe des Kanals von Korinth
- Antikes Olynthos
- Antikes Stagira – Geburtsstätte von Aristoteles (heute Olympiada)
- Wälder des Cholomontas-Massivs
- Wälder von Nordost-Chalkidiki
- Strände der Sithonia
- Strände der Kassandra
- Festung von Rentina
- Frangokastro bei Ouranoupoli an der Grenze zu Athos
- Xerxes-Kanal bei Nea Roda, von dem außer einem Hinweisschild äußerlich so gut wie nichts mehr zu sehen ist
- Lagune und Inseln von Vourvourou auf Sithonia
- Parthenonas – verlassenes, dann verfallenes und wiederbewohntes typisches Dorf (bei Neos Marmaras)
- Tempel des Ammon Zeus – bei Kallithea
- Sani

## Feste und Veranstaltungen
- Durchschwimmung des Toronäischen Golfs von Kallithea nach Nikiti

## Berühmte Personen aus Chalkidiki
- Paionios  von Mende (zweite Hälfte des 5. Jahrhunderts v. Chr.), Bildhauer
- Herodotos von Olynth (4. Jahrhundert v. Chr.), Bildhauer, Vater des Sthennis
- Sthennis (4. Jahrhundert v. Chr., geboren in Olynthos), Erzgießer
- Herodoros, Bildhauer, Sohn des Sthennis
- Nikomachos, Vater des Aristoteles, Leibarzt des Königs Amyntas III. von Makedonien
- Aristoteles (* 384 v. Chr. in Stagira; † 322 v. Chr.), Philosoph und Naturwissenschaftler
- Aristobulos von Kassandreia (* 375 v. Chr.; † nach 301 v. Chr.), Geschichtsschreiber und Baumeister
- Kallisthenes (* um 370 v. Chr. in Olynthos; † um 327 v. Chr.), Geschichtsschreiber
- Andronikos aus Olynth (* um 370 v. Chr.), Phrourarchos von Tyros, eingesetzt von Antigonos
- Ephippos von Olynth (zweite Hälfte des 4. Jahrhunderts v. Chr., * vor 348 v. Chr. in Olynthos), Geschichtsschreiber
- Krates von Olynth, Bergbau- und Hydraulik-Ingenieur Alexanders des Großen
- Poseidippos von Pella oder Kassandreia (* um 310 v. Chr.; † um 240 v. Chr.), hellenistischer Komödiendichter und Epigrammatiker
- Bubalos aus Kassandreia (Βούβαλος ἐκ Κασσανδρείας), siegreiches Rennpferd bei den arkadischen Lykaia des Jahres 304 v. Chr.[4]
- Erginos, Sohn des Simylos, aus Cassandreia, siegreicher Kitharöde bei den delphischen Soteria des Jahres 260 v. Chr.[5]
- Aquilina von Zagliveri oder von Thessaloniki (auch Akelina von Soluneia; † 1764), Märtyrerin (Namenstag am 27. September)[6][7]
- Konstantinos (Theofilou) Doumbiotis (* um 1793 in Doumbia; † um 1849), zunächst osmanischer Verwaltungsbeamter (Subaşi), dann Revolutionär im griechischen Unabhängigkeitskrieg (1821–1830)
- Anastasios Chymevtos (* 1795 in Kassandreia (damals Valta); † 1853), Ortsvorsteher in Kassandreia, später Freischärlerführer im griechischen Unabhängigkeitskrieg (1821–1830)
- Athanasios Stageiritis, Professor für griechische Literatur an der Kaiserlichen Akademie der Wissenschaften, von 1819 bis 1821 Herausgeber der literarischen Zeitschrift Kalliope (Wien)
- Stamatios Kapsas auch Kapetan Chapsas (Kapitän Verschlinger, * in Kryopigi (damals Pazarakia); † 10. Juni 1821), Kleftis und Freischärlerführer im griechischen Unabhängigkeitskrieg (1821–1830)
- Nikolaos Germanos (* 1864 in Vavdos; † 1935), Zoologe
- Chrysostomos Kalafatis (* 1867 in Triglia; † 9. September 1922), Erzbischof von Smyrna 1919–1922
- Manolis Mitsias (* 26. Februar 1944 in Doumbia), Sänger
- Sokratis Malamas (* 29. September 1957 in Sykia), Liedermacher, Sänger und Gitarrist
- Giannis Gianniotas (* 1993), Fußballspieler